# 無所属倶楽部
無所属倶楽部（むしょぞくくらぶ）は、帝国議会の会派。貴族院と衆議院の双方に存在した。

## 貴族院の無所属倶楽部
1941年（昭和16年）4月30日より1947年（昭和22年）5月3日の日本国憲法公布まで存在していた貴族院の院内会派。
滝正雄・小山松吉両名を世話人として、後藤文夫・広田弘毅・松本烝治・安井英二・吉田茂(内務官僚)・千石興太郎ら23名によって結成される。政党色の希薄な官僚出身の勅選議員が中心となった会派であったが、広田による東郷茂徳・石黒忠篤の勧誘や小林一三・鮎川義介などの財界人の入会もあって1945年頃には31名にまで膨らんだ。
しかし、戦後主要メンバーの多くがA級戦犯容疑者とされたり、公職追放の対象とされたために大打撃を蒙る。南原繁・佐々木惣一・我妻栄らの補充議員の加入はあったものの、22名の小会派のまま貴族院の廃止とともに消滅した。

## 衆議院の無所属倶楽部
1945年（昭和20年）11月26日より存在した衆議院の院内会派。
第二次世界大戦終結後の政党復活に伴い、戦前は非合法政党だった日本共産党が合法政党として再建され、合法無産政党に所属していた議員により日本社会党が、同交会に所属していた議員や1942年（昭和17年）の翼賛選挙で非推薦候補として当選した議員によって日本自由党が、大日本政治会に所属していた議員によって日本進歩党の各政党が結党されたが、これらのいずれにも入党することを快しとせず、「敗戦に伴う日本の政治家が自らの政治責任を明らかにしない中で政党の再建に進むことは妥当ではない、寧ろ衆議院議員は敗戦の責任を負って総辞職すべきである」との考えを持った92名の議員によって結成される。中谷武世・赤城宗徳・船田中・小山亮・今井新造・中原謹司・池崎忠孝・池田正之輔・井野碩哉・永山忠則・鈴木正吾・橋本欣五郎・浜田尚友・有馬英治・高岡大輔ら旧護国同志会の議員、蠟山政道・稲葉圭亮ら旧翼壮議員同志会の議員、肥田琢司・岡田忠彦・津雲国利・西村茂生・東条貞・松浦伊平ら旧立憲政友会正統派久原房之助系の議員が中心となり、尾崎行雄・三木武夫・川島正次郎・黒澤酉蔵・中島知久平・菅野和太郎・永野護らが加わって1945年（昭和20年）11月26日付けで会派の結成を衆議院事務局に届け出た。
同年12月に、旧護国同志会系の議員や黒澤らが日本協同党を結党したが、協同党の結党に参加した議員は院内では独自の会派を結成せず協同党の結党以前同様無所属倶楽部に所属していた。